# Elezioni parlamentari in Albania del 1945
Le elezioni parlamentari in Albania del 1945 si tennero il 2 dicembre e furono le prime elezioni dalla fine della Seconda guerra mondiale.
Il Fronte Democratico, organizzato e guidato dal Partito Comunista d'Albania, ottenne tutti i seggi col 93% dei voti. L'affluenza fu dell'89,9%.

## Contesto
Al termine della guerra di liberazione albanese, il 20 ottobre 1944 il Consiglio di Liberazione Nazionale Antifascista, che a maggio si era stabilito a Përmet, istituì il Governo Democratico dell'Albania, un governo ad interim guidato da Enver Hoxha, Segretario Generale del Partito Comunista d'Albania.
Durante la guerra nazionale di liberazione, il Partito Comunista fu l'unica forza politica e militare consistente. Due organizzazioni rivali, il Balli Kombëtar e il Legaliteti, godevano di qualche consenso tra la piccola borghesia che sosteneva gli occupanti tedeschi contro i partigiani comunisti. Entrambe furono sconfitte prima della fine della guerra.
Il Fronte Democratico nacque nell'agosto 1945 come erede del Fronte di Liberazione Nazionale. Esso era formato dal Partito Comunista d'Albania e da vari esponenti democratici e patriottici della piccola borghesia che non facevano parte di alcun partito. Nel 1974 il professor Ndreçi Plasari affermò: "Il Partito Comunista non avrebbe escluso la cooperazione coi partiti antifascisti e il loro inserimento nel Fronte di Liberazione Nazionale, se tali partiti fossero stati creati".
Nel settembre 1945, si tenne il terzo incontro del Consiglio di Liberazione Nazionale Antifascista, nel quale si decise l'adozione di una legge sulla formazione di un'Assemblea costituente e di leggi sull'elezione dei rappresentanti di questa Assemblea e sulla lista dei candidati sulla base di "scrutinio generale, eguale, diretto e segreto e di garanzie necessarie per il libero esercizio dei diritti elettorali dei cittadini". In questo incontro, tuttavia, il Ministro dell'Educazione liberale del Governo Democratico, Gjergj Kokoshi, criticò la legge elettorale, chiamandola "antidemocratica" e richiedendo che il Partito Comunista svolgesse un ruolo secondario piuttosto che primario all'interno del Fronte. Hoxha rispose alle critiche affermando: "Il popolo organizzato nel Fronte Democratico presenta i suoi candidati all'Assemblea nelle liste del Fronte. Se coloro che non sono nel Fronte desiderano essere eletti, lasciate che presentino individualmente le loro candidature. La legge elettorale riconosce loro questo diritto e lo difenderà". Kokoshi rispose che i candidati indipendenti erano "destinati al fallimento, perché questi elementi non sono organizzati in partiti politici e non hanno i loro giornali e la loro propaganda. Dall'altro lato, gli uomini del potere statale sono tutti nel Fronte, perciò non si dà alcuna garanzia circa l'elezione di altri candidati".
Un altro membro del Fronte, Siri Shpallo, rispose a queste critiche, affermando: "Il fatto che nessun altro gruppo sia stato in grado di organizzarsi a dieci mesi dalla liberazione indica che la creazione di tali gruppi non è stata nell'interesse del popolo. Il popolo è dalla parte del Fronte. Se ci sono alcuni che si vogliono organizzare fuori dal Fronte, lasciate che ci provino, ma correranno contro la forza del Fronte e perderanno. Non c'è nulla che possiamo fare per questo". Kokoshi ed altri membri non comunisti del Fronte sarebbero poi stati accusati del tentativo di insediare un'opposizione illegale al Fronte ed al governo col sostegno della Missione Militare Inglese in Albania, che aveva richiesto al Governo Democratico di garantire agli osservatori stranieri l'accesso al processo elettorale insieme con quelle che furono chiamate "elezioni libere", come condizione affinché il Regno Unito riconoscesse il governo albanese a livello diplomatico.
Durante la campagna elettorale, tutti i cittadini albanesi maggiorenni, uomini e donne, poterono votare, anche se i vecchi membri del governo insediato dagli pccupanti durante la guerra, i disertori politici, i criminali di guerra e i "nemici del popolo" furono privati di tale diritto. Il Fronte presentò la propria lista opposta ad "alcuni candidati separati che rappresentavano i circoli borghesi, ma che fallirono completamente a causa della mancanza di supporto da parte del popolo". The Palm Beach Post notò che i candidati indipendenti erano ben 18. A causa dell'estremo analfabetismo della popolazione, il voto fu condotto tramite una piccola pallina di gomma con un'aquila stampata sopra che doveva essere gettata in una scatola rossa per i candidati del Fronte o nera per gli indipendenti. L'elettore doveva infilare la mano in entrambe le scatole per garantire la segretezza del voto. Lo stesso sistema era stato adottato alle elezioni parlamentari jugoslave nel mese di novembre.
Gli osservatori diplomatici statunitensi ed inglesi conclusero che le elezioni erano state condotte regolarmente e riflettevano la popolarità del Fronte Democratico. Quest'opinione fu condivisa anche dai corrispondenti della stampa estera che avevano visitato il Paese in occasione delle elezioni.

## Risultati
| Liste              | Voti    | %     | Seggi |
| ------------------ | ------- | ----- | ----- |
| Fronte Democratico | 505.304 | 93,02 | 82    |
| Indipendenti       | 37.906  | 6,98  | -     |
| Totale             | 543.210 | 100   | 82    |

## Conseguenze
I deputati eletti erano tutti, con poche eccezioni, membri del Partito Comunista. L'Assemblea costituente si riunì per la prima volta il 10 gennaio 1946. A mezzogiorno dell'11 gennaio, nel corso della seconda sessione, l'Assemblea proclamò all'unanimità la nascita della Repubblica Popolare d'Albania su proposta di Hysni Kapo, abolendo formalmente la monarchia ed impedendo a re Zog e ai suoi eredi di tornare in Albania. Il 12 gennaio fu eletto il Presidium dell'Assemblea, malgrado l'opposizione di alcuni deputati liberali e conservatori. Ömer Nishani fu eletto Presidente del Presidium, e tra i membri del Presidium vi erano Enver Hoxha, Myslim Peza, Nako Spiru, Medar Shtylla, Sami Baholli, Ramadan Çitaku, Qirjako Harito ed altri. Dopo un periodo di dibattito pubblico e di discussione sulla Costituzione, la prima Costituzione dell'Albania del dopoguerra fu attuata il 14 marzo e l'Assemblea costituente si trasformò in Assemblea Popolare. Il 18 marzo, nel corso del primo incontro dell'Assemblea, Enver Hoxha fu incaricato di formare un nuovo governo, che ricevette la fiducia il 22 marzo e giurò il 24 marzo.